# MTV Video Music Award за лучшее видео года

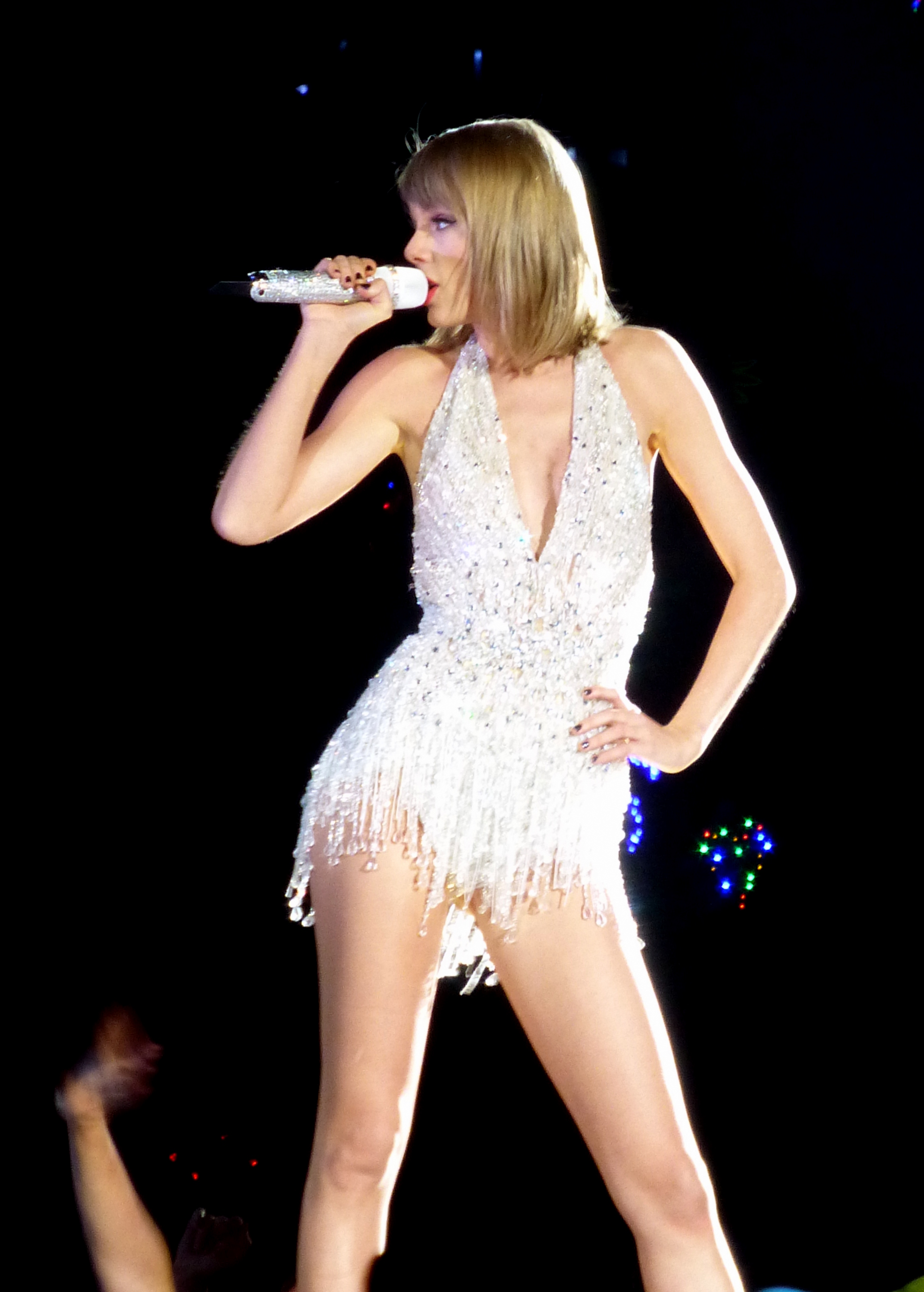
Тейлор Свифт — самый награждаемый музыкант в этой категории, выигравшая её пять раз: «Bad Blood» (2015), «You Need to Calm Down» (2019), All Too Well: The Short Film (2022), «Anti-Hero» (2023) и «Fortnight» (2024).

Лучшее видео года MTV (англ. MTV Video Music Award for Video of the Year) — главная ежегодная награда телеканала MTV. Вручается с 1984 года на ежегодной церемонии награждения MTV Video Music Awards за создание лучших музыкальных видеоклипов года.

## История
Первая премия Видео года была вручена в 1984 году группе «The Cars» за клип «You Might Think».
Больше всех статуэток в этой категории получила Тейлор Свифт — пять («Bad Blood» — 2015, «You Need to Calm Down» — 2019, All Too Well: The Short Film — 2022, «Anti-Hero» — 2023 и «Fortnight» (2024). Чаще всех номинировался этой категории Тейлор Свифт (7 раз) и Эминем (7: в 2000, 2001, 2002, 2003, 2009, 2010 и 2020 годах). Также он единственный мужской исполнитель, кто дважды выигрывал эту престижную награду: в 2000 году с клипом «The Real Slim Shady» и в 2002 году с клипом «Without Me». Среди женщин по две награды имеют Рианна («Umbrella» — 2007; «We Found Love» — 2012) и Бейонсе (с клипами «Single Ladies (Put a Ring on It)» в 2009 и «Formation» в 2016).
Из певиц чаще других номинировались Тейлор Свифт (2013, 2015, 2019, 2020, 2022, 2023, 2024), Мадонна (1989, 1990, 1998, 2006), а из групп U2 (1987, 1988, 2001). В 2010 году Lady Gaga стала первой исполнительницей которая была номинирована в этой категории с двумя видеоклипами сразу («Bad Romance» и «Telephone» совместно с Beyonce), взяв статуэтку за клип на песню «Bad Romance».

## Победители и номинанты
| Год  | Победитель                                               | Другие номинанты |
| ---- | -------------------------------------------------------- | --- |
| 1984 | The Cars — «You Might Think»                             | - The Police — «Every Breath You Take» |
| 1985 | Дон Хенли — «The Boys of Summer»                         | - USA for Africa — «We Are the World» |
| 1986 | Dire Straits — «Money for Nothing»                       | - Talking Heads — «Road to Nowhere» |
| 1987 | Питер Гэбриел — «Sledgehammer»                           | - Steve Winwood — «Higher Love» |
| 1988 | INXS — «Need You Tonight/Mediate»                        | - U2 — «Where the Streets Have No Name» |
| 1989 | Neil Young — «This Note’s for You»                       | - Steve Winwood — «Roll with It» |
| 1990 | Шинейд О’Коннор — «Nothing Compares 2 U»                 | - Мадонна — «Vogue» |
| 1991 | R.E.M. — «Losing My Religion»                            | - Queensrÿche — «Silent Lucidity» |
| 1992 | Van Halen — «Right Now»                                  | - Red Hot Chili Peppers — «Under the Bridge» |
| 1993 | Pearl Jam — «Jeremy»                                     | - R.E.M. — «Man on the Moon» |
| 1994 | Aerosmith — «Cryin'»                                     | - R.E.M. — «Everybody Hurts» |
| 1995 | TLC — «Waterfalls»                                       | - Weezer — «Buddy Holly» |
| 1996 | The Smashing Pumpkins — «Tonight, Tonight»               | - Аланис Мориссетт — «Ironic» |
| 1997 | Jamiroquai — «Virtual Insanity»                          | - No Doubt — «Don't Speak» |
| 1998 | Мадонна — «Ray of Light»                                 | - The Verve — «Bitter Sweet Symphony» |
| 1999 | Lauryn Hill — «Doo Wop (That Thing)»                     | - Уилл Смит (при участии Dru Hill и Kool Moe Dee) — «Wild Wild West» |
| 2000 | Эминем — «The Real Slim Shady»                           | - Red Hot Chili Peppers — «Californication» |
| 2001 | Кристина Агилера, Lil' Kim, Mýa, Pink — «Lady Marmalade» | - U2 — «Beautiful Day» |
| 2002 | Эминем — «Without Me»                                    | - The White Stripes — «Fell in Love with a Girl» |
| 2003 | Missy Elliott — «Work It»                                | - Джастин Тимберлейк — «Cry Me a River» |
| 2004 | OutKast — «Hey Ya!»                                      | - Ашер (при участии Лудакриса & Лил Джона) — «Yeah!» |
| 2005 | Green Day — «Boulevard of Broken Dreams»                 | - Канье Уэст — «Jesus Walks» |
| 2006 | Panic! At the Disco — «I Write Sins Not Tragedies»       | - Шакира (при участии Вайклеф Жан) — «Hips Don't Lie» |
| 2007 | Rihanna (при участии Jay-Z) — «Umbrella»                 | - Эми Уайнхаус — «Rehab» |
| 2008 | Бритни Спирс — «Piece of Me»                             | - The Ting Tings — «Shut Up and Let Me Go» |
| 2009 | Бейонсе — «Single Ladies (Put a Ring on It)»             | - Канье Уэст — «Love Lockdown» |
| 2010 | Lady Gaga — «Bad Romance»                                | - Леди Гага (при участии Бейонсе) — «Telephone» |
| 2011 | Katy Perry — «Firework»                                  | - Adele — «Rolling in the Deep» - Beastie Boys — «Make Some Noise» - Bruno Mars — «Grenade» - Tyler, The Creator — «Yonkers» |
| 2012 | Rihanna (при участии Кельвина Харриса) — «We Found Love» | - Drake (при участии Rihanna) — «Take Care» - Gotye (при участии Kimbra) — «Somebody That I Used to Know» - M.I.A. — «Bad Girls» - Katy Perry — «Wide Awake»                                                                             |
| 2013 | Justin Timberlake — «Mirrors»                            | - Macklemore & Ryan Lewis (при участии Wanz) — «Thrift Shop» - Bruno Mars — «Locked Out of Heaven» - Taylor Swift — «I Knew You Were Trouble» - Robin Thicke (при участии T.I. & Pharrell) — «Blurred Lines»                             |
| 2014 | Miley Cyrus — «Wrecking Ball»                            | - Beyonce (при участии Jay-Z) — «Drunk In Love» - Iggy Azalea (при участии Charli XCX) — «Fancy» - Pharrell Williams — «Happy» - Sia — «Chandelier»                                                                                      |
| 2015 | Тейлор Свифт (при участии Кендрика Ламара) — «Bad Blood» | - Бейонсе — «7/11» - Кендрик Ламар — «Alright» - Марк Ронсон (при участии Бруно Марса) — «Uptown Funk» - Эд Ширан — «Thinking Out Loud»                                                                                                  |
| 2016 | Бейонсе — «Formation»                                    | - Adele — «Hello» - Drake — «Hotline Bling» - Justin Bieber — «Sorry» - Kanye West — «Famous» |
| 2017 | Kendrick Lamar — «Humble»                                | - Alessia Cara — «Scars to Your Beautiful» - DJ Khaled при участии Rihanna — «Wild Thoughts» - Bruno Mars — «24K Magic» - The Weeknd — «Reminder»                                                                                        |
| 2018 | Camila Cabello — «Havana»                                | - The Carters (Бейонсе & Jay-Z) — «Apeshit» - Дрейк — «God’s Plan» - Childish Gambino — «This is America» - Ариана Гранде — «No Tears Left To Cry» - Bruno Mars при участии Карди Би — «Finesse»                                         |
| 2019 | Тейлор Свифт — «You Need to Calm Down»                   | - 21 Savage при участии J. Cole — «a lot» - Билли Айлиш — «bad guy» - Ариана Гранде — «Thank U, Next» - Jonas Brothers — «Sucker» - Lil Nas X при участии Билли Рэй Сайрус — «Old Town Road (Remix)»                                     |
| 2020 | The Weeknd — «Blinding Lights»                           | - Билли Айлиш — «Everything I Wanted» - Эминем при участии Juice Wrld — «Godzilla» - Lady Gaga и Ариана Гранде — «Rain On Me» - Фьючер при участии Дрейк — «Life is Good» - Тейлор Свифт — «The Man»                                     |
| 2021 | Lil Nas X — «Montero (Call Me By Your Name)»             | - «WAP» — Карди Би (при участии Megan Thee Stallion) - «Popstar (при участии Джастина Бибера)» — DJ Khaled (при участии Дрейка) - «Kiss Me More» — Doja Cat (при участии SZA) - «Bad Habits» — Эд Ширан - «Save Your Tears» — The Weeknd |
| 2022 | Тейлор Свифт — All Too Well: The Short Film              | - «Woman» — Doja Cat - «Way 2 Sexy» — Drake при участии Фьючера и Young Thug - «Industry Baby» — Lil Nas X и Джек Харлоу - «Brutal» — Оливия Родриго - «Shivers» — Эд Ширан - «As It Was» — Гарри Стайлз                                 |
| 2023 | Тейлор Свифт — Anti-Hero                                 | - «Flowers» — Майли Сайрус - «Attention» — Doja Cat - «Super Freaky Girl» — Ники Минаж - «Vampire» — Оливия Родриго - «Unholy» — Сэм Смит и Ким Петрас - «Kill Bill» — SZA                                                               |
| 2024 | Тейлор Свифт при участии Post Malone — «Fortnight»       | - «we can’t be friends (wait for your love)» — Ariana Grande - «Lunch» — Billie Eilish - «Paint the Town Red» — Doja Cat - «Houdini» — Eminem - «Snooze» — SZA                                                                           |